# Шулемучаш
Шулемуча́ш (рос. Шулемучаш, марій. Шӱльымучаш) — присілок у складі Совєтського району Марій Ел, Росія. Входить до складу Кужмаринського сільського поселення.

## Населення
Населення — 9 осіб (2010; 10 у 2002).
Національний склад (станом на 2002 рік):
- марі — 80 %